# شون ديلون
شون ديلون (بالإنجليزية: Shaun Dillon)‏ (24 أغسطس 1984 في المملكة المتحدة - ) هو لاعب كرة قدم بريطاني في مركز الدفاع. لعب مع كوين أوف ساوث ونادي كيلمارنوك ونادي سترنرير ‏ ونادي ستنهاوسموير ونادي ستيرلينغ ألبيون وإيرفين ميدو XI ‏ وPollok F.C. ‏ ونادي غرينوك مورتون.

## وصلات خارجية
- شون ديلون على موقع قاعدة بيانات كرة القدم.إي يو (الإنجليزية)
- شون ديلون على موقع Soccerbase.com (لاعب) (الإنجليزية)